# Onthophagus pilipodex
Onthophagus pilipodex là một loài bọ cánh cứng trong họ Bọ hung (Scarabaeidae).